# Дернаки
Дернаки́ —  село в Україні, у Яворівському районі Львівської області. Населення становить 143 осіб. Орган місцевого самоврядування - Яворівська міська рада.